# Bingai
Bingai is een bestuurslaag in het regentschap Langkat van de provincie Noord-Sumatra, Indonesië. Bingai telt 2055 inwoners (volkstelling 2010).